# Oberdrosen

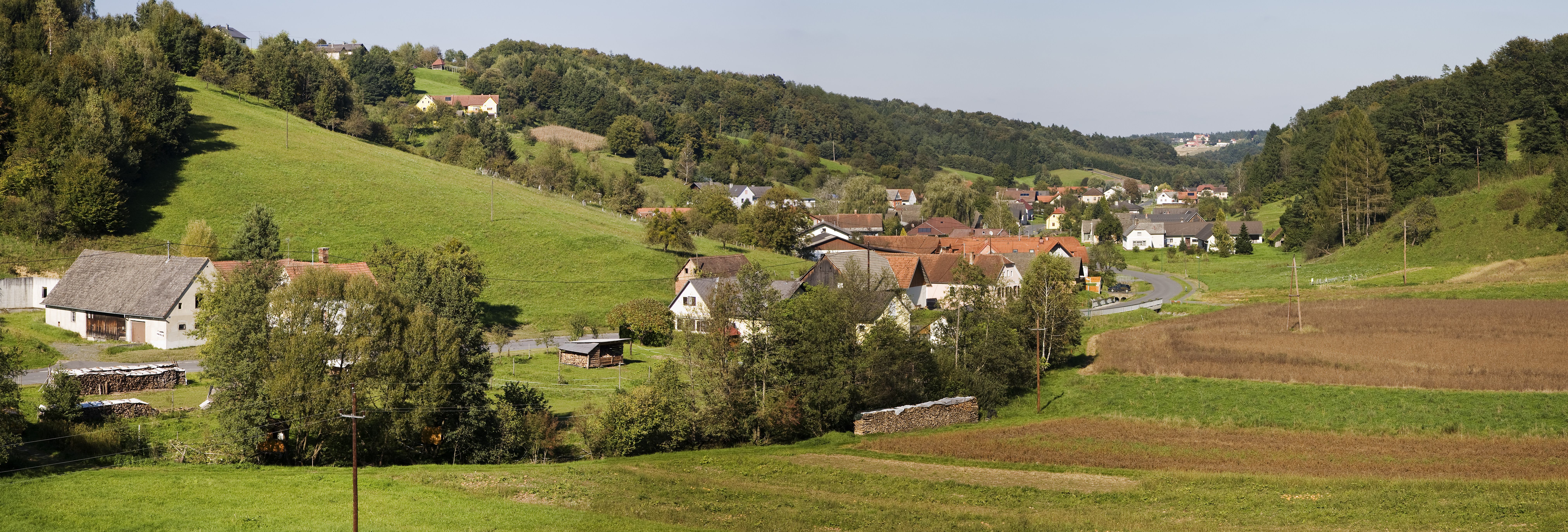
Panorama von Oberdrosen von Südwesten aus gesehen.

Oberdrosen (ungarisch Rábaőr, Felsőstrásza) ist ein Dorf im Bezirk Jennersdorf im südlichen Burgenland in Österreich und eine Katastralgemeinde von St. Martin an der Raab. Der Ort hatte mit Stichtag 1. Jänner 2024 insgesamt 192 Einwohner.

## Geografie
Der Ort liegt nahe dem Dreiländereck Österreich/Ungarn/Slowenien.
Im Norden grenzt Oberdrosen an St. Martin an der Raab, im Nordosten an Neumarkt an der Raab, im Osten und Südosten an Felsőszölnök, im Süden an Kuzma, im Südwesten an Tauka und im Westen an Windisch-Minihof.
Der Ort wird von Norden nach Süden vom Drosenbach, vom Münzgrabenbach und vom Reitschulbach durchflossen. Während der Drosenbach in Oberdrosen entspringt und St. Martin an der Raab in die Raab einmündet, haben die beiden anderen Bäche in Felsőszölnök ihren Ursprung und münden in Neumarkt an der Raab in die Raab.
Die höchste Erhebung im Ort und der gesamten Gemeinde St. Martin an der Raab ist der Holzmannkogel nahe der Grenze zu Ungarn mit einer Höhe von 393 m ü. A. Die Dreiländerecke (Tromejnik) liegt auf einer Höhe von 387 m ü. A.

## Geschichte
Die ersten Ansiedlungen verlieren sich im Grau der Vorzeit. Wie die Funde und Hügelgräber dokumentieren, dürfte auch Welten schon zur Zeit der Römer besiedelt gewesen sein.
Die Siedlung wurde nach den Ausführungen des ungarischen Historikers Csánki Dezső 1387 erstmals erwähnt.
1607 befand sich der Ort im Besitz der Familie Batthyány. Im Jahr 1787 wurden 279 und im Jahr 1830 wurden 330 Einwohner gezählt.
Am 8. Juni 1867 wird der einheitliche Kaiserstaat Österreich politisch in die selbständigen Reichshälften Österreich und Ungarn geteilt. Oberdrosen gehörte damit wie das gesamte Burgenland bis 1921 zur ungarischen Reichshälfte, Region Deutsch-Westungarn. Auf Anordnung der Regierung in Budapest musste ab 1898 aufgrund der Magyarisierungspolitik der ungarische Ortsname Rábaőr verwendet werden.
1910 wurden 486 überwiegend deutschsprachige Bewohner registriert.
Nach Ende des Ersten Weltkriegs wurde die Gemeinde den Verträgen von St. Germain und Trianon zufolge 1919 Österreich zugesprochen.
Als Folge des Anschlusses an das Deutsche Reich erfolge 1938 die Auflösung des Burgenlandes. Oberdrosen gehörte bis 1945 zum Kreis Feldbach, Gau Steiermark.
Mit Wirksamkeit vom 1. Jänner 1971 wurde aufgrund des Gemeindestrukturverbesserungsgesetzes die vordem selbständige Gemeinde Oberdrosen, gemeinsam mit den vordem ebenfalls selbständigen Gemeinden Gritsch, Doiber, Neumarkt an der Raab und Welten mit der Gemeinde St. Martin an der Raab zusammengeschlossen.

## Verkehr
Das Ortsgebiet wird von der Oberdrosener Landesstraße L419 durchzogen, die in Tauka von der Doiber Straße B 58 abzweigt und in St. Martin an der Raab in die L255 einmündet.
Mit öffentlichen Verkehrsmitteln ist Oberdrosen durch die Postbuslinie 1880, die ein Rundkurs von Jennersdorf über St. Martin an der Raab und Oberdrosen und zurück nach Jennersdorf ist, erreichbar. Allerdings verkehren im Fahrplan 2014 lediglich fünf Kurse auf dieser Strecke (einige nur auf einer Teilstrecke) und diese nur an Schultagen von Montag bis Freitag.

## Sehenswürdigkeiten

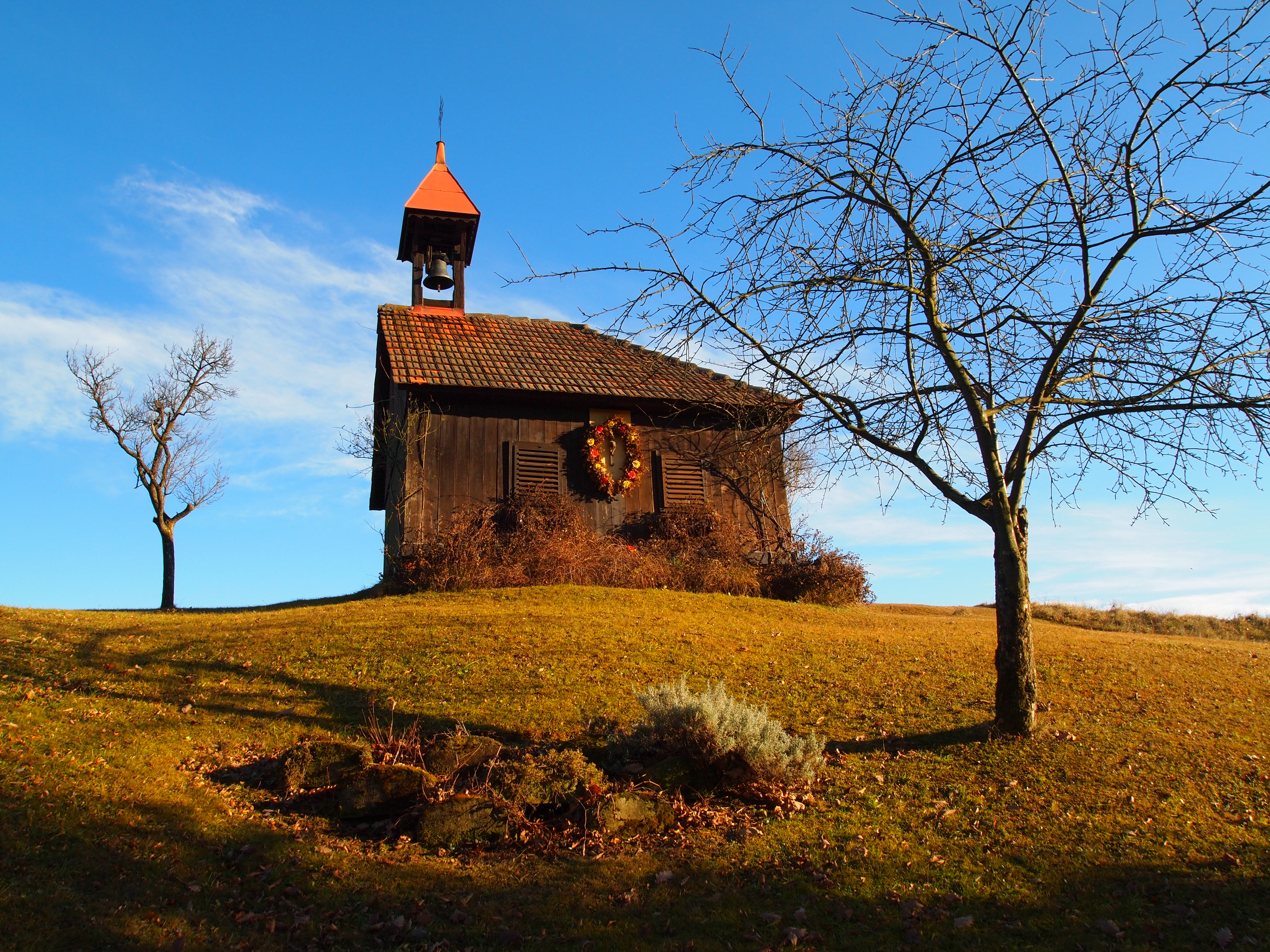
Die denkmalgeschützte Marienkapelle in Oberdrosen-Kölbereck

- Marienkapelle – Die Kapelle in Oberdrosen-Kölbereck wurde 1903 errichtet und mit einem spätbarocken Holzkreuz ausgestattet. Sie steht unter Denkmalschutz (Listeneintrag).[8]

Im Jahr 2013 wurde die Kapelle unter Abstimmung mit dem Bundesdenkmalamt renoviert und restauriert. Dabei wurde unter anderem das Dach mit Lärchenschindeln neu gedeckt.

## Tourismus
Der Ort ist Teil des Naturparks Raab-Őrség-Goričko.
Durch den Ort führt der Radweg Neuhauser Hügelland (B70), dessen 43,3 km langer Rundkurs von St. Martin an der Raab über Oberdrosen, Tauka, Kalch, Neuhaus am Klausenbach, den Hirzenriegel und Doiber wieder zurück nach St. Martin an der Raab führt. Da 569 Höhenmeter zu überwinden sind, ist der Radweg nur sportlich geübten Fahrern zu empfehlen.

## Politik
Ortsvorsteher von Oberdrosen ist Wolfgang Wildling. Im Gemeinderat ist der Ort nach der Gemeinderatswahl 2012 mit Johann Mund (SPÖ), Franz Mohapp (ÖVP) und Marlies Krois (Liste Zukunft St. Martin an der Raab) vertreten. Den Ortsausschuss bilden Wolfgang Wildling, Reinhard Dravetz, Manfred Eisenberger (alle SPÖ), Alois Gyetschek und Markus Maitz (beide ÖVP). Johann Bedek, der seit 1991 dem Gemeinderat angehört hatte und Andreas Jud (seit 2007) schieden 2012 aus dem Gemeinderat aus.

## Vereine
- Freiwillige Feuerwehr Oberdrosen – Die Wehr wurde 1924 gegründet. Mit Stand vom 26. November 2020 gehören ihr 37 Aktive, 7 Reservisten und 3 Jugendmitglieder an. Kommandant ist Ernst Preininger.[13]

Die Feuerwehr ist neben den üblichen Aufgaben auch Initiator von verschiedenen Veranstaltungen wie den Faschingsrummel und das Familienfest.
- Verschönerungsverein Oberdrosen[14]
- Österreichischer Kameradschaftsbund[14]